# Rindera bungei
Rindera bungei är en strävbladig växtart som först beskrevs av Pierre Edmond Boissier, och fick sitt nu gällande namn av Gürke. Rindera bungei ingår i släktet Rindera och familjen strävbladiga växter. Inga underarter finns listade i Catalogue of Life.